# 正山小种
正山小种红茶，又称立山小种（Lapsang Souchong）是中国生产的一种红茶，被称为红茶鼻祖。茶叶经松木熏製而成，有着非常浓烈的松烟香。正山小种产地在福建省武夷山市桐木关。茶叶呈黑色，条形紧索，但茶汤为深红色，有特有的桂圆汤味。正山小种红茶非常适合于咖喱和肉的菜肴搭配。后来在正山小种的基础上发展了功夫红茶。

## 概要
正山小种名称最早在明崇祯十三年（1640年）之前出现，1610年荷兰人开始在印度尼西亚将小种红茶运往欧洲。

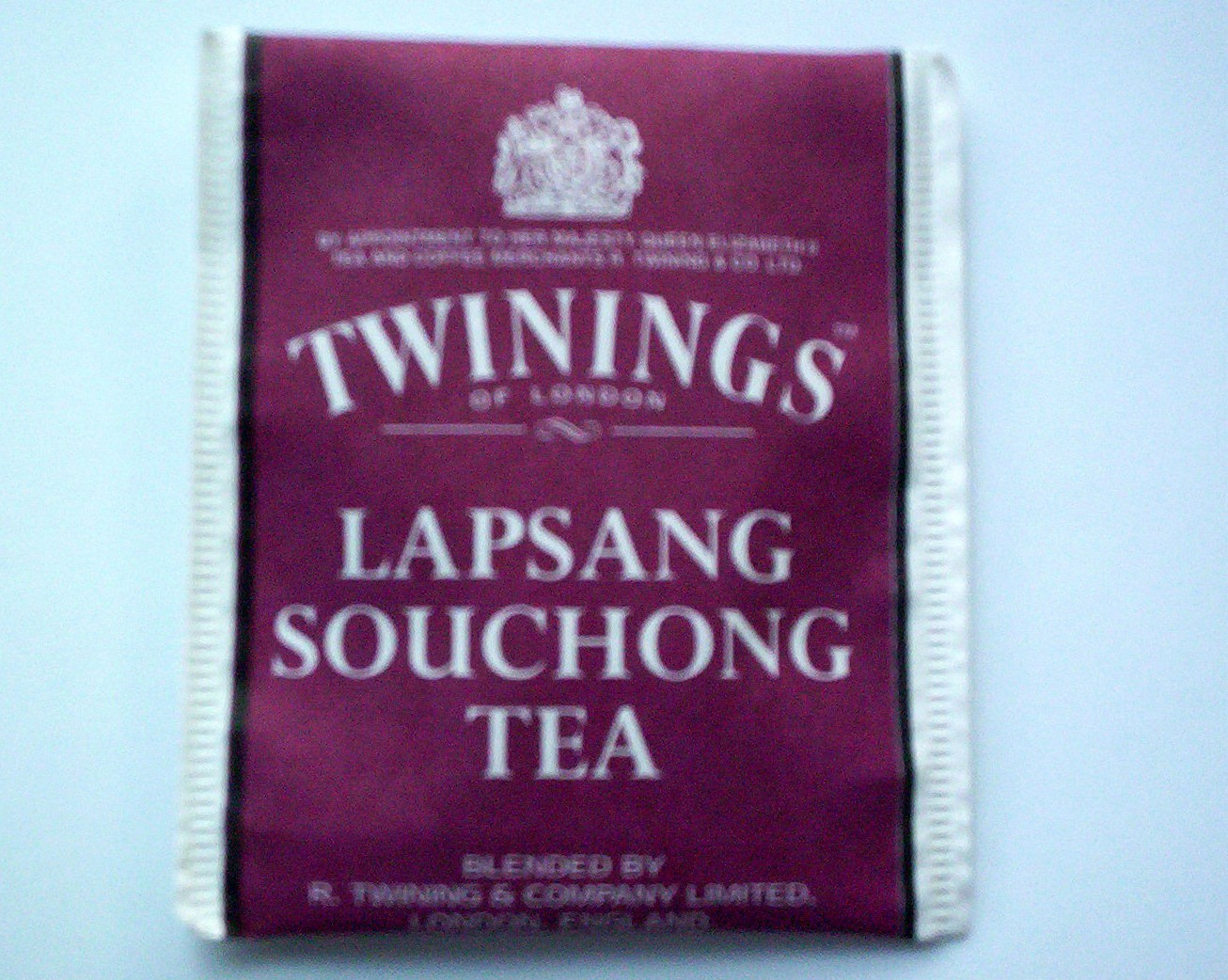
英國販售的立山小種Lapsang souchong

## 產地
茶区分布与自然环境：现在产地仍以桐木为中心，另崇安、建阳、光泽三县交界处的高地茶园均有生产。产区四周群山环抱，山高谷深，气候寒冷，年降水量达2300毫米以上，相对湿度80～85％，雾日多达100天以上，日照较短，霜期较长，土壤水分充足，肥沃疏松，有机物质含量高。茶树生长茂盛，茶芽粗纤维少，持嫩性高。

## 加工
制法分为传统制法和非传统制法两类。
- 传统红碎茶：以传统揉捻机自然产生的红碎茶滋味较浓，但产量较低。
- 非传统制法的红碎茶：又分为：
  - 转子红碎茶：国外称洛托凡（RotOvane〕红碎茶）；
  - C.T.C红茶
  - L.T.P（劳瑞制茶机）红碎茶。